# ای-گرید
ای-گرید (انگلیسی: A-Grade) شرکت سرمایه‌گذاری آمریکایی است، که در سال ۲۰۱۰ توسط اشتون کوچر تأسیس شد.